# Pierre Delanoë

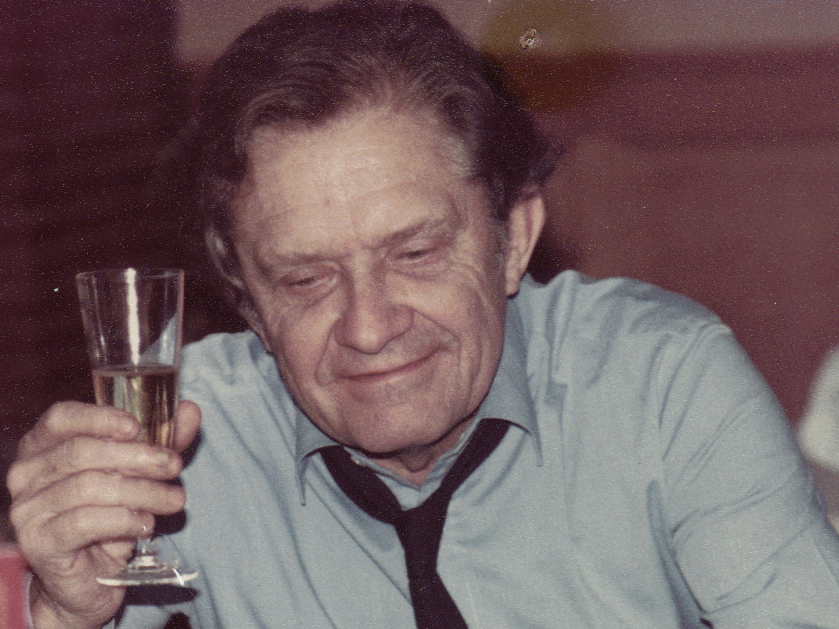
Pierre Delanoë (1982)

Pierre Delanoë (* 16. Dezember 1918 in Paris; † 26. Dezember 2006 ebenda; eigentlich Pierre Charles Marcel Napoléon Leroyer) war ein französischer Chansontexter.

## Leben
Delanoë studierte Jura und begann nach dem akademischen Abschluss eine Laufbahn in der Verwaltung, unter anderem als Steuerinspektor. Als er nach dem Zweiten Weltkrieg Gilbert Bécaud traf, begann er Chansontexte zu verfassen: Für Bécaud schrieb er unter anderem Nathalie, Dimanche à Orly, Je t’appartiens und Le jour où la pluie viendra. Auch für die Texte weiterer bekannter Interpreten zeichnete er verantwortlich; darunter Édith Piaf, Hugues Aufray (Le rossignol anglais), Michel Fugain (Je n’aurai pas le temps), Nicoletta, Nana Mouskouri, Michel Polnareff (Le Bal des Laze), Gérard Lenorman (La Ballade des gens heureux), Joe Dassin (L’été indien, Les Champs-Élysées), bzw. die Fassung von Mike Wilsh und Mike Deighan (Aux Champs-Élysées, „Waterloo Road“), und Michel Sardou (Les vieux mariés). André Claveau holte 1958 mit Delanoës Dors mon amour erstmals den Grand Prix Eurovision de la Chanson nach Frankreich – einen Erfolg, den Patrick Juvet, der beim Grand Prix 1973 Je vais me marier, Marie aus der Feder Delanoës sang, nicht wiederholen konnte. Auch die Texte der französischen Adaptationen der Musicals Godspell und Jesus Christ Superstar stammen von Delanoë.
Zwischen 1955 und 1960 war Delanoë Programmchef von Europe 1, später Ehrenpräsident der Musikrechte-Verwertungsgesellschaft SACEM. In dieser Position machte er durch Bemerkungen zu Rapmusik von sich reden: Dabei handele es sich um „keine Musik, sondern Geschrei, Gerülpse, […] eine Ausdrucksform für primitive Menschen“. Dagegen verglich er seinen „ernsthaften Beruf“ mit dem eines „Schneiders für Bucklige“, der seine Ideen den begrenzten Fähigkeiten seiner Kunden – der Interpreten – anzupassen habe.
Delanoë machte nie einen Hehl daraus, dass er politisch den Gaullisten nahestand. Zugleich wandte er sich bereits früh gegen Ausgrenzung und Rassismus, die sich nach dem Ende des Algerienkrieges (1962) insbesondere gegen die muslimischen Algerier richteten, die zu Hunderttausenden aus der ehemaligen Kolonie in das französische Mutterland ausgewandert waren (L’Orange, 1964 von Bécaud gesungen).
2004 ehrte ihn Frankreich mit der höchsten Kulturauszeichnung des Landes und verlieh ihm das Kommandeurkreuz des Ordre des Arts et des Lettres.
Er starb im Alter von 88 Jahren an einem Herzinfarkt.